# Longuevillette
Longuevillette is een gemeente in het Franse departement Somme (regio Hauts-de-France) en telt 79 inwoners (2009). De plaats maakt deel uit van het arrondissement Amiens.

## Geografie
De oppervlakte van Longuevillette bedraagt 2,1 km², de bevolkingsdichtheid is dus 37,6 inwoners per km².
De onderstaande kaart toont de ligging van Longuevillette met de belangrijkste infrastructuur en aangrenzende gemeenten.

## Demografie
Onderstaande figuur toont het verloop van het inwonertal (bron: INSEE-tellingen).